# Anthony Rowse
Anthony Rowse est un aventurier colonial du XVIIe siècle, major de l'armée anglaise, considéré comme le fondateur du Suriname anglais, où il s'installe en 1650 avec 300 colons venus de la ville de Bridgetown à la Barbade à l'instigation du gouverneur Francis Willoughby de Parham. Ces colons seront ensuite rejoints par plusieurs centaines d'esclaves, pour fonder une colonie qu'il baptise Fort Willoughby, le futur Paramaribo, à l'embouchure de la rivière de Surinam, en colonisant aussi celles de la rivière Commewine et la rivière Para.
Il choisit le lieu où vivait déjà un colon isolé du nom de Jacob Enoch depuis deux ans avec sa famille et qui n'avait jamais eu à se plaindre d'une quelconque forme d'hostilité des indigènes. Après avoir négocié avec les chefs amérindiens, qui lui délèguent deux fils de roi, Anthony Rowse installe rapidement cinq cents plantations de sucre où travaillaient 1000 blancs, rapidement rejoints par 2000 esclaves noirs. 
Le propriétaire Francis Willoughby de Parham présente la nouvelle colonie comme un établissement protestant, même si ce n'est pas exact, dans l'espoir d'amadouer Londres, où la Première Révolution anglaise a eu lieu l'année de son arrivée au Surinam. Mais le parlement britannique rend la transaction du Surinam illégale, car elle ne respecte pas le principe voulant que tout don de terres à l'étranger doit recevoir le feu vert du roi (qui a été décapité) et il est obligé de rendre des comptes.
En 1652, un second contingent arrive d'Angleterre, avec Lord Francis Willoughby de Parham, qui inspecte la colonie pour organiser sa défense, et se retrouve victime d'une épidémie. En 1654, l'histoire du Pernambouc s'achève. Au bout de dix années de lutte au Brésil, les Pays-Bas capitulent. Arrivent alors en 1655 des Hollandais, à Essequibo, fondé dès 1616, Berbice, et Pomeroon-Supenaam, dans ce qu'on appelle pourtant la côte anglaise du Suriname.
L'orientation purement sucrière de cette colonie anglaise limite la possibilité d'en faire un lieu d'échange avec les indiens Caraïbes, qui restent relativement distants et Anthony Rowse passe la main en 1654 à son successeur William Byam, qui restera en place 13 ans. En 1654, les Anglais s'emparent de la Guyane française, tandis qu'en 1656, des colons juifs hollandais reviennent à Cayenne et construisent la première sucrerie. La colonie construit plusieurs synagogues, les juifs ayant toujours été nombreux dans la région. 
Lord Francis Willoughby de Parham est ensuite emprisonné en 1655 et 1657 pour avoir participé à des intrigues royalistes. En 1661, à la restauration britannique, le roi Charles II d'Angleterre invalide la loi de 1651 et donne une patente à la colonie britannique, nommée Willoughbyland et son fort (Fort Willoughby). 
Les Néerlandais envahissent la colonie le 27 février 1667, sous le commandement d’Abraham Crijnssen, avec l'aide d'esclaves marrons cachés dans la jungle, particulièrement nombreux dans la région. Ils s'emparent de Fort Willoughby et le renomment Fort Zeelandia. Le 31 juillet 1667, Britanniques et Néerlandais signent le traité de Breda : New York passe aux Anglais et le Suriname aux Hollandais. Willoughbyland prend le nom de Guyane néerlandaise.
Dans les années précédentes, la colonie avait lancé des attaques contre les sites hollandais voisins de Pomeroon-Supenaam, Essequibo, fondé dès 1616, et Approuage. 